# FC Lausanne-Sport
FC Lausanne-Sport (v minulosti pod názvem Lausanne Sports) je švýcarský fotbalový klub z města Lausanne. Název Lausanne Sports označuje sportovní klub sdružující družstva různých sportovních odvětví, byl v něm ovšem nejproslulejší fotbalový odbor, a proto byl pod tímto názvem znám především fotbalový klub, jehož oficiální název zněl Lausanne-Sport FC. V roce 2003 však klub zbankrotoval a obnoven byl pod názvem FC Lausanne-Sport.
V minulosti klub patřil k nejlepším švýcarským klubům, sedmkrát zvítězil v nejvyšší švýcarské soutěži (v sezónách 1912–13, 1931–32, 1934–35, 1935–36, 1943–44, 1950–51, 1964–65), avšak v roce 2002 nedostal kvůli finančním problémům profesionální licenci a za rok poté zbankrotoval. Klub hlásící se k jeho tradici dnes hraje nižší švýcarské soutěže, avšak do velkého fotbalu se klub se slavnou tradicí vrátil roku 2010, kdy se mu senzačně podařilo zvítězit ve švýcarském poháru a kvalifikoval se tak do Evropské ligy.
Barvami klubu jsou modrá a bílá.